# FC Prefab 05 Modelu
FC Prefab 05 Modelu a fost un club de fotbal din Modelu, Călărași care a luat ființă în 2005 și a fost desființat din cauza lipsei fondurilor pe 12 noiembrie 2008.

## Istoric
Clubul F.C. Prefab 05 S.A. Modelu a fost înființat în anul 2005, în comuna Modelu din județul Călărași, aflată la 4 km de reședința de județ.
Echipa a fost patronată de Marian Petre Miluț, un politician, inginer și om de afaceri român, președintele Uniunii Naționale a Patronatului Român (U.N.P.R) și al Partidului Național Țărănesc Creștin Democrat.
Din cauza lipsei banilor, conducerea clubului a luat decizia de retragere din campionat, mai târziu (pe 12 noiembrie 2008) anunțând desființarea echipei.
Echipa a fost susținută financiar de producătorul de materiale de construcții Prefab S.A.

## Culori
Culorile clubului au fost galben și albastru.

## Stadion
Stadionul Prefab, cel pe care și-a desfășurat activitatea clubul, are o capacitate de 5.000 de locuri. Cea mai prestigioasă victorie obținută pe acest stadion a fost un 9–2 împotriva celor de la Dinamo II București în sezonul 2007–2008 al Ligii a II-a.

## Palmares
Cea mai mare performanță a clubului o reprezintă clasarea pe locul 4 în Liga a II-a în sezonul 2007–2008.
Printre meciurile memorabile susținute de FC Prefab 05 Modelu se numără: Sportul Studențesc 0–5 FC Prefab 05 Modelu, FC Prefab 05 Modelu 9–2 Dinamo II București.
| Sezon     | Victorii | Egaluri | Înfrângeri | Puncte | Competiție   | Loc |
| --------- | -------- | ------- | ---------- | ------ | ------------ | --- |
| 2005–2006 | —        | —       | —          | —      | Liga a III-a | —   |
|           |          |         |            |        |              |     |
| 2006–2007 | 12       | 9       | 13         | 45     | Liga a II-a  | 12  |
|           |          |         |            |        |              |     |
| 2007–2008 | 17       | 7       | 10         | 58     | Liga a II-a  | 4   |
|           |          |         |            |        |              |     |
| 2008–2009 | 1        | 3       | 1          | 6      | Liga a II-a  | —   |
|           |          |         |            |        |              |     |

## Jucători
Lotul de jucători în sezonul 2008–2009:
| Nr. |                   | Poziție | Jucător             |
| --- | ----------------- | ------- | ------------------- |
| —   | România           | P       | Ionuț Curcă         |
| 22  | România           | P       | Leonida Dobre       |
| 12  | România           | P       | Dumitru Hotoboc     |
| 1   | România           | P       | Florentin Rădulescu |
| —   | România           | F       | Florin Bold         |
| 2   | Republica Moldova | F       | Vadim Cravcescu     |
| 6   | România           | F       | Ioan Gâțu           |
| 3   | România           | F       | Sergiu Ghidarcia    |
| 2   | România           | F       | Ion Mostrogan       |
| 13  | România           | F       | Florin Popa         |
| 19  | România           | F       | Dinu Sânmărtean     |
| 4   | România           | F       | Alin Toma           |
| 17  | România           | M       | Răzvan Avram        |
| 15  | România           | M       | Lucian Bunea        |
| 20  | România           | M       | Ionuț Enache        |

| Nr. |          | Poziție | Jucător                  |
| --- | -------- | ------- | ------------------------ |
| 22  | România  | M       | Viorel Gheorghe          |
| 11  | România  | M       | Roberto Iancu            |
| 8   | România  | M       | Cătălin Ivașcă           |
| 10  | Bulgaria | M       | Kuncho Kunchev           |
| —   | România  | M       | Erik Lincar              |
| 21  | România  | M       | Horațiu Muth             |
| 5   | România  | M       | Vasile Olariu            |
| 9   | România  | M       | Marian Șerban            |
| 24  | România  | M       | Alin Șeroni              |
| 14  | România  | M       | Adrian Vladu (fotbalist) |
| 21  | România  | A       | Florin Anghel            |
| —   | România  | A       | Dumitru Gheorghe         |
| 18  | România  | A       | Marius Jianu             |
| 7   | România  | A       | Marius Tigoianu          |

### Foști jucători
| Nr. |         | Poziție | Jucător       |
| --- | ------- | ------- | ------------- |
| —   | România | P       | Sorin Robotin |
| —   | România | P       | Daniel Savu   |
| —   | România | F       | Nicolae Diță  |
| —   | România | F       | Catalin Pavel |

| Nr. |         | Poziție | Jucător          |
| --- | ------- | ------- | ---------------- |
| —   | România | M       | Fabian Ungureanu |
| —   | România | M       | Mirel Savu       |
| —   | România | A       | Feyzula Senis    |
| —   | România | A       | Ionut Vasiliu    |
| —   | România | A       | Alexandru Pojer  |
| -   | România | A       | Viorel Gheorghe  |
| —   | România | F       | Dorin Maereanu   |

## Foști antrenori
| Antrenor      | Meciuri | Statistici |
| ------------- | ------- | ---------- |
| Ion Gigi      | —       | —          |
|               |         |            |
| Florin Motroc | —       | —          |
|               |         |            |